# Brittisk-irländska rådet
Brittisk-irländska rådet (engelska: British-Irish Council, iriska: Comhairle na Breataine-na hÉireann, jersiska: Conseil Britannique-Irlandais) är en mellanstatlig samarbetsorganisation på regeringsnivå som instiftades 1999, i enlighet med Långfredagsavtalet (The Belfast Agreement). Medlemmar är förutom de brittiska och irländska regeringarna även sex regionala självstyrelseregeringar. Förutom Nordirland, Skottland och Wales som utgör tre av riksdelarna i Förenade kungariket är det även de tre kronbesittningarna Isle of Man, Jersey och Guernsey vilka utgör brittiska öar. Då England saknar regionalt självstyre har man ingen representation i rådet. Syftet med rådet är att ”främja en harmonisk och ömsesidigt fördelaktig utveckling av samtliga förbindelser mellan folken på dessa öar”.
Den regionala regeringen i Nordirland och Republiken Irlands regering och samarbetar även i Ministerrådet Nord–Syd.

## Medlemmar
| Medlem              | Regeringsorgan                    | Representant                           | Status                        |
| ------------------- | --------------------------------- | -------------------------------------- | ----------------------------- |
| Förenade kungariket | Hennes Majestäts regering         | Premiärminister                        | Suverän stat                  |
| Guernsey            | Guernseys politikråd              | Chefsminister                          | Kronbesittning                |
| Irland              | Irlands regering                  | Taoiseach                              | Suverän stat                  |
| Jersey              | Jerseys ministerråd               | Chefsminister                          | Kronbesittning                |
| Isle of Man         | Isle of Mans regering             | Chefsminister                          | Kronbesittning                |
| Nordirland          | Nordirlands verkställande utskott | Försteminister och vice försteminister | Riksdel i Förenade kungariket |
| Skottland           | Skotska regeringen                | Försteminister                         | Riksdel i Förenade kungariket |
| Wales               | Walesiska regeringen              | Försteminister                         | Riksdel i Förenade kungariket |